# Парламентские выборы в Исландии (2021)
Очередные парламентские выборы состоялись в Исландии в субботу 25 сентября 2021 года для избрания всех 63 депутатов альтинга.

## Предыстория
После парламентских выборов 28 октября 2017 года, президент Гвюдни Йоуханнессон дал мандат на формирование правительства Катрин Якобсдоуттир, лидеру «Лево-зелёного движения». Была сформирована коалиция, в которую вошли «Лево-зелёное движение», консервативная Партия независимости и правоцентристская Прогрессивная партия. 30 ноября сформировано коалиционное правительство под руководством премьер-министра Катрин Якобсдоуттир.

## Избирательная система
63 депутата альтинга избираются на 4 года всеобщим равным прямым тайным голосованием по системе пропорционального представительства в шести многомандатных избирательных округах:
- Северо-западный (Norðvesturkjördæmi) — 8 мест
- Северо-восточный (Norðausturkjördæmi) — 10 мест
- Южный (Suðurkjördæmi) — 10 мест
- Юго-западный (Suðvesturkjördæmi) — 13 мест
- Северный Рейкьявик (Reykjavíkurkjördæmi norður) — 11 мест
- Южный Рейкьявик (Reykjavíkurkjördæmi suður) — 11 мест

Для округов выделяются 54 мандата, остальные 9 резервируются в качестве «уравнивающих». Центральная избирательная комиссия распределяет 9 «уравнивающих мандатов». Для этого все пропавшие в округах голоса избирателей, поданные за партии, суммируются в целом по стране, чтобы каждая из них «дополучила» недостающие ей мандаты в соответствии с принципом пропорциональности. Партии, которые не собрали 5 % голосов избирателей во всей стране, не могут участвовать в распределении «уравнивающих мандатов».
54 мандата в округах распределяются по методу Д’Ондта.

## Список кандидатов
В выборах участвовали 11 политических партий.
| Название | Название | Название                                                         | Лидер                           | Прошлый результат | Прошлый результат |
| Название | Название | Название                                                         | Лидер                           | Доля голосов      | Мест получено     |
| -------- | -------- | ---------------------------------------------------------------- | ------------------------------- | ----------------- | ----------------- |
|          | D        | Партия независимости Sjálfstæðisflokkurinn                       | Бьярни Бенедиктссон             | 25,2 %            | 16 из 63          |
|          | V        | «Лево-зелёное движение» Vinstrihreyfingin — grænt framboð        | Катрин Якобсдоуттир             | 16,9 %            | 11 из 63          |
|          | B        | Прогрессивная партия Framsóknarflokkurinn                        | Сигюрдюр Инги Йоуханнссон       | 10,7 %            | 8 из 63           |
|          | S        | «Социал-демократический альянс» Samfylkingin                     | Логи Эйнарссон                  | 12,1 %            | 7 из 63           |
|          | M        | Партия Центра Miðflokkurinn                                      | Сигмюндюр Давид Гюннлёйгссон    | 10,9 %            | 7 из 63           |
|          | P        | Пиратская партия Pírataflokkurinn                                |                                 | 9,2 %             | 6 из 63           |
|          | F        | Народная партия Flokkur Fólksins                                 | Инга Сайланд                    | 6,9 %             | 4 из 63           |
|          | C        | «Возрождение» Viðreisn                                           | Торгердюр Катрин Гюннарсдоуттир | 6,7 %             | 4 из 63           |
|          | J        | Исландская социалистическая партия Sósíalistaflokkur Íslands     | Гюннар Смаури                   | Новая             | Новая             |
|          | O        | Либерально-демократическая партия Frjálslyndi lýðræðisflokkurinn | Гвюдмюндюр Франклин Йоунссон    | Новая             | Новая             |
|          | Y        | «Ответственное будущее» Ábyrg framtíð                            | Йоуханнес Лофтссон              | Новая             | Новая             |

## Результат
|          |                                    |              |               |
| Название | Название                           | Доля голосов | Мест получено |
|          | Партия независимости               | 24,4 %       | 16 (0)        |
|          | Прогрессивная партия               | 17,3 %       | 13 (▲+5)      |
|          | «Лево-зелёное движение»            | 12,6 %       | 8 (▼-3)       |
|          | «Социал-демократический альянс»    | 9,9 %        | 6 (▼-1)       |
|          | Народная партия                    | 8,8 %        | 6 (▲+2)       |
|          | Пиратская партия                   | 8,6 %        | 6 (0)         |
|          | «Возрождение»                      | 8,3 %        | 5 (▲+1)       |
|          | Партия Центра                      | 5,5 %        | 3 (▼-4)       |
|          | Исландская социалистическая партия | 4,1 %        | 0 (новая)     |
|          | Либерально-демократическая партия  | 0,42 %       | 0 (новая)     |
|          | «Ответственное будущее»            | 0,07 %       | 0 (новая)     |

После избрания Биргир Тораринссон перешёл из Партии Центра в Партию независимости.
Коалиция Партии независимости, Прогрессивной партии и «Лево-зелёного движения» осталась у власти. 28 ноября сформировано коалиционное правительство под руководством премьер-министра Катрин Якобсдоуттир.